# ITV3
ITV3 je britský bezplatný televizní kanál. Je vlastněna společností ITV Digital Channels Ltd, divizí ITV plc. Stanice zahájila vysílání dne 1. listopadu 2004 a nahradila stanici Granadu Plus . ITV3 je šestým největším britským televizním kanálem, a největším po pěti hlavních pozemních stanicích, což je pozice, kterou dříve držela sesterská stanice ITV2 .  

## Vedlejší kanály

### ITV3 +1
ITV spustil v pondělí 30. října 2006 kanál ITV3 s jednohodinovým časovým posunem, který byl přidělen na kanále čísle 213 (Sky). Ve stejný den zahájila vysílání i ITV2 +1. Tento kanál často nevysílá určité programy „z právních důvodů“, ale daný program může být stále uveden v EPG . Zpočátku na Freeview, ITV3 +1 vysílala od 01:00 do 06:00 hodin. Vysílací čas byl prodloužen v únoru 2014. Nyní vysílá od 18:00 do půlnoci. Dne 25. srpna 2015 prodloužila ITV3 +1 svůj vysílaci čas na satelitu Freeview a to od 18:00 do 06:00 a poté v březnu 2016 se vrátila k závěru vysílání o půlnoci. 

### ITV3 HD
ITV3 HD, byl zahájen dne 15. listopadu 2010 na satelitu Sky. Kanál byl zpočátku k dispozici prostřednictvím služby Sky než byl přidán do služby Virgin Media dne 14. března 2013. ITV3 HD nabízí většinou drama ve vysokém rozlišení. 

## Loga

První ITV3 logo používané od 1. listopadu 2004 do 15. ledna 2006
Druhé ITV3 logo používané od 16. ledna 2006 do 13. ledna 2013